# Pabellón cubierto de Puerto Saíd
El Pabellón Cubierto de Puerto Saíd (en árabe: صالة بورسعيد المغطاة) es una arena de nivel olímpico y de usos múltiples localizada en el distrito de Al-Zohour en la localidad de Puerto Saíd, en el país africano de Egipto. La capacidad del estadio le permite recibir hasta 5000 espectadores. Alberga competiciones de balonmano, baloncesto y voleibol. Fue construido especialmente para el Campeonato del Mundo de Balonmano masculino de 1999.